# Mariusz Pudzianowski
Mariusz Zbigniew Pudzianowski, född 7 februari 1977 i Biała Rawska  i Polen, är en polsk strongman och MMA fighter som sedan 2002 vunnit den årliga tävlingen världens starkaste man fem gånger, samt tagit hem andraplatsen två gånger.
Pudzianowski började träna till sin första tävling 1990. Han deltog i de polska mästerskapen i bänkpress. Samma år började han en amatörutbildning i kyokushin karate och boxning. Pudzianowski har också spelat rugby i det polska laget Construction Lodz. Pudzianowski anses vara en av de mest framgångsrika polska idrottarna.[källa behövs] 2005 grundade Pudzianowski en skola för fysiskt skydd, där säkerhetspersonal utbildas. I maj 2008 avlade Pudzianowski en kandidatexamen i socialpolitik vid affärsskolan i Łódź. Idag bor Pudzianowski i Rawa i Łódźregionen.[när?]
I december 2009 gjorde Pudzianowski sin debut i MMA. Han besegrade då den polske boxaren Marcin Najman. Därefter har han även besegrat Bob Sapp, japanen Yusuke Kawaguchi, samt förlorat mot den före detta UFC-mästaren Tim Sylvia.